# The Hands That Built America
The Hands That Built America ist ein Lied der Band U2. Es ist ein von The Edge produzierter Filmsong für den Film Gangs of New York (2002).

## Veröffentlichungen
Auf dem von Howard Shore zusammengestellten Album mit dem Soundtrack ist The Hands That Built America als viertes Stück enthalten. U2 veröffentlichte das Lied 2002 auf dem Album The Best Of 1990–2000 & B-Sides.
The Hands That Built America ist als letztes Stück auch auf dem 2007-U2-Album The Saints Are Coming: Greatest Hits zu finden.
Die Single war für Januar 2003 angekündigt worden. Auf der B-Seite sollten The Playboy Mansion (2003 Mix) und That’s Life von Bono sein. Die Single sollte eine Multimediaveröffentlichung werden, einschließlich Szenen aus dem Film. Die Singleveröffentlichung wurde aber abgesagt. Es wurden lediglich Promo-Tonträger an Mitglieder der Academy versandt, um für den Oscar zu werben, und Promo-Singles an Radiostationen.

## Auszeichnungen
- Golden Globe Award: Das Lied wurde 2003 mit dem Golden Globe Award für den besten Filmsong ausgezeichnet.[5] Da Bono bei seiner über NBC Ansprache zum Gewinn des Golden Globe „fucking brilliant“ sagte, rügte die Federal Communications Commission den Gebrauch obzöner Sprache, auch wenn es nur ein Wort sei. Diese „Bono Rule“ wurde fünf Jahre später vom Obersten Gerichtshof aufgehoben.[6]
- Oscar: Das Lied wurde 2003 für den Oscar für den besten Filmsong nominiert. Dieser Oscar ging jedoch an Eminem für Lose Yourself aus 8 Mile.[7]
- Grammy Awards: The Hands That Built America war bei den Grammy Awards 2004 für den Grammy Award für den besten Song, geschrieben für visuelle Medien nominiert.[8]